# Karl Schmiedel
Karl Schmiedel (* 27. Mai 1927 in Dresden) ist ein deutscher Historiker. Nachdem er zunächst zu den deutsch-russischen Handelsbeziehungen im 19. Jahrhundert gearbeitet hatte, war er gemeinsam mit Helmut Otto am Militärgeschichtlichen Institut der DDR (MGI) in Potsdam für die Erforschung der Geschichte der deutschen Militärpolitik und der Entwicklung der Streitkräfte vor und im Ersten Weltkrieg zuständig. Gemeinsam veröffentlichten Schmiedel und Otto unter anderem zum Zusammenhang von Militarismus und Imperialismus.

## Leben
Nach dem Besuch der Volksschule machte Schmiedel eine Lehre zum Elektromechaniker. Von 1945 bis 1947 absolvierte er zunächst einen Neulehrerausbildungskurs und arbeitete als Neulehrer. Ab 1948 besuchte er die Vorstudienanstalt bzw. die Arbeiter-und-Bauern-Fakultät in Dresden. Anschließend nahm er 1950 ein Studium der Geschichte an der Universität Leipzig auf, das er 1954 abschloss.
Von 1954 bis 1960 war Schmiedel wissenschaftlicher Assistent am Institut für Geschichte der Völker der UdSSR an der Karl-Marx-Universität Leipzig. Ab 1960 arbeitete er als wissenschaftlicher Assistent bzw. Mitarbeiter in der Abteilung „Militärgeschichte“ am Institut für Geschichte der Deutschen Akademie der Wissenschaften zu Berlin. Im August 1963 wurde er bei Alfred Anderle und Felix-Heinrich Gentzen in Leipzig zum Thema „Deutsch-russische Handelsbeziehungen 1856–1871 (unter besonderer Berücksichtigung der Rolle des russischen Marktes für den deutschen Industriekapitalismus)“ promoviert. Im Juni 1977 legte er gemeinsam mit Helmut Otto als Promotion B eine Arbeit „Zur Militärstrategie des deutschen Imperialismus vor und während des ersten imperialistischen Weltkrieges“ vor.

## Werk
Schmiedel war am Militärgeschichtlichen Institut der DDR in der 1. Forschungsabteilung der zunächst von Helmut Schnitter, später von Jürgen Lampe geleiteten Fachgruppe zur Militärgeschichte bis 1917 tätig. In enger Zusammenarbeit mit Helmut Otto befasste er sich mit der Geschichte des Ersten Weltkriegs bzw. dessen Vorgeschichte, der Entwicklung der deutschen Streitkräfte und der Militärpolitik des Deutschen Kaiserreiches seit 1870/71. Schwerpunkte lagen in Fragen der Rüstung, dem Zusammenhang zwischen ökonomischen Kriegszielen und der Planung des Generalstabes und den militärischen Operationen sowie in der Analyse des Ersten Weltkriegs als eines imperialistischen Krieges.
Gemeinsam mit Otto untersuchte Schmiedel den Zusammenhang von Militarismus und Monopolkapital, die Entwicklung des imperialistischen Militarismus als internationale Erscheinung und als Herrschaftssystem im Deutschen Reich bis zum Ersten Weltkrieg. 1975 publizierten die beiden einen Aufsatz zum Platz der Militärtechnik im Kriegsbild und in der Strategie des deutschen Generalstabes. 1977 legten sie einen Dokumentenband Deutschland im ersten Weltkrieg vor, für den sie neben Akten aus Archiven der damaligen DDR auch solche aus dem ungarischen Kriegsarchiv in Budapest und dem österreichischen Staatsarchiv in Wien heranzogen. Schmiedel war auch an der Erarbeitung des Wörterbuchs zur deutschen Militärgeschichte beteiligt und arbeitete im Autorenkollektiv mit, das für das geplante mehrbändige Werk zur Deutschen Militärgeschichte einen Band zur Militärpolitik der revolutionären deutschen Arbeiterbewegung von 1830 bis 1917 verfasste, der 1990 noch erscheinen konnte.

## Schriften
- Zum Problem der industriellen Revolution in Russland. Unter Berücks. neuerer sowj. Arbeiten. In: Jahrbuch für Geschichte der deutsch-slawischen Beziehungen und Geschichte Ost- und Mitteleuropas.2 (1958) 1958, S. 273–290.
- Deutsch-russische Handelsbeziehungen 1856-1871. Unter bes. Berücks. d. Rolle d. russ. Marktes f. d. dt. Industriekapitalismus. [1. 2]. [S.n.], Leipzig 1963.
- mit Helmut Otto und Helmut Schnitter: Der erste Weltkrieg. Militärhistorischer Abriß. 1. Auflage. Dt. Militärverl., Berlin 1964.
- mit Helmut Schnitter: Bürgerkrieg und Intervention 1918 bis 1922. Militärhistorischer Abriß des Bürgerkrieges und der ausländischen Intervention in Sowjetrußland. 1. Auflage. Dt. Militärverl., Berlin 1970.
- Zur Entwicklung des Militarismus-Bildes der deutschen Sozialdemokratie im letzten Drittel des 19. Jahrhunderts. In: Evolution und Revolution in der Weltgeschichte.2 (1976) 1976, S. 717–730.
- mit Helmut Otto: Der erste Weltkrieg. Dokumente. 1. Auflage. Militärverl. der Deutschen Demokratischen Republik, Berlin 1977.